# Romankenkius
Romankenkius é um género de invertebrados da família Dugesiidae.
As seguintes espécies são reconhecidas:
- Romankenkius bilineatus
- Romankenkius boehmigi
- Romankenkius conspectus
- Romankenkius glandulosus
- Romankenkius hoernesi
- Romankenkius impudicus
- Romankenkius kenki
- Romankenkius libidinosus
- Romankenkius patagonicus
- Romankenkius pedderensis
- Romankenkius retrobursalis
- Romankenkius sinuosus